# Joachim Lutz

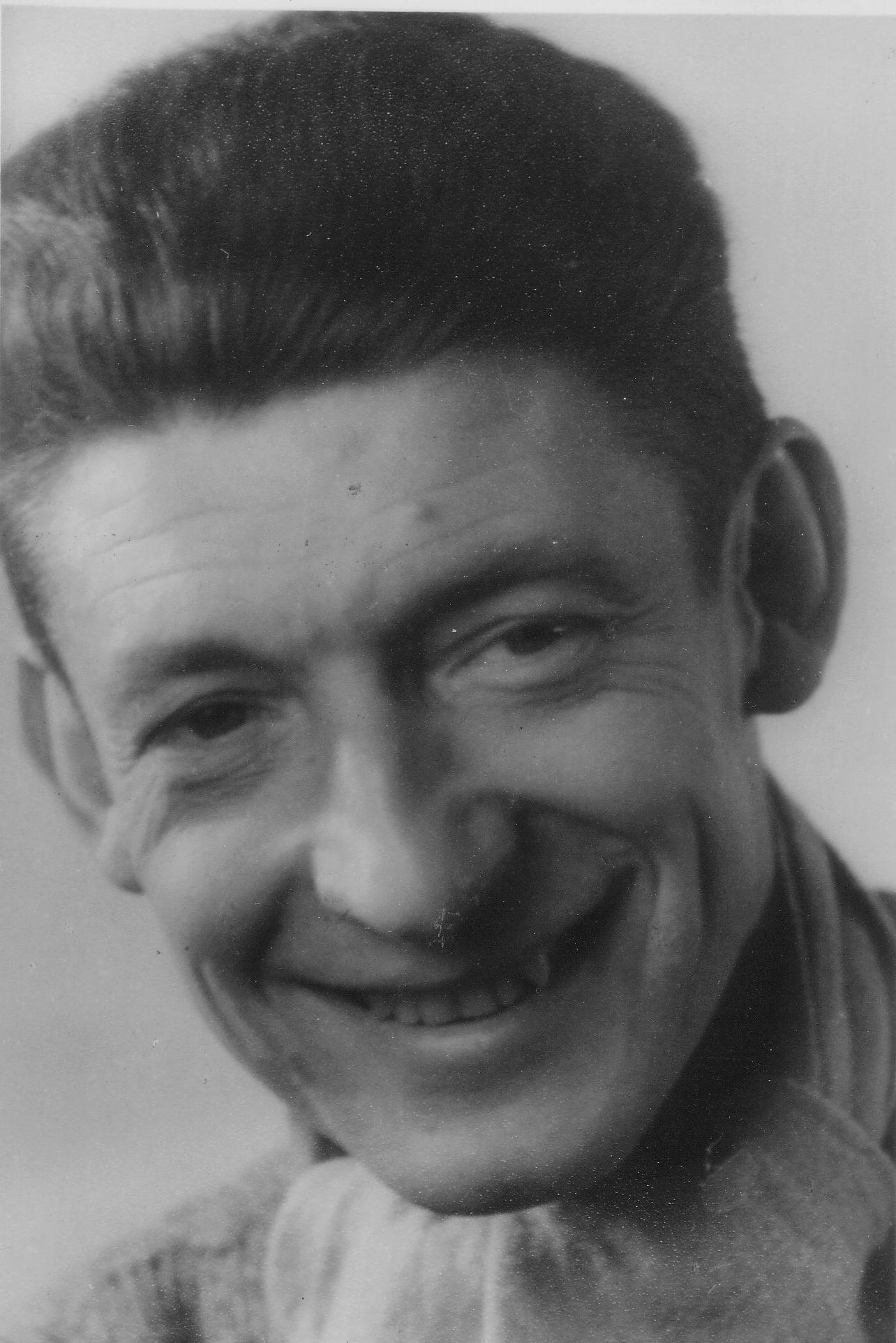
Porträt 1935

Joachim Lutz (* 12. Januar 1906 in Höchst am Main; † 17. Februar 1954 in Heidelberg-Ziegelhausen) war ein deutscher Maler, Grafiker und Journalist.

## Leben

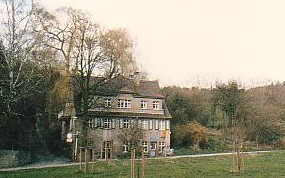
Pförtner-Häusle am Fuß zu Stift Neuburg

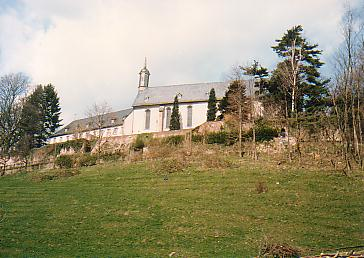
Stift Neuburg in Heidelberg-Ziegelhausen

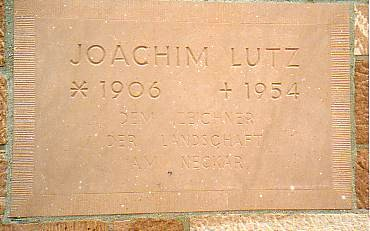
Gedenktafel

Joachim Lutz wurde als zweitältester Sohn des Bauingenieurs Johan Martin Lutz und Elise Lutz in Höchst geboren. Er hatte drei Brüder und eine Schwester. Lutz war der Enkel des Feudenheimer Bähnlebauers und Ratsschreibers Martin Lutz (1833–1913), der 1883/1884 die erste Dampfstraßenbahn von Feudenheim nach Mannheim erbaut hatte.
Gegen den Wunsch des Vaters, jedoch mit Billigung seiner Mutter, widmete sich Lutz lieber der Kunst, als den väterlichen Betrieb zu übernehmen. Nach erstem Zeichenunterricht  bei Theodor Schindler am Karl-Friedrich-Gymnasium in Mannheim studierte er an der Kunstakademie Weimar unter Theodor Schindler und Walther Klemm.
1925/1926 besuchte er die damalige Württembergische Staatliche Kunstgewerbeschule in Stuttgart. In dieser Zeit entstand auch die Freundschaft zu Alexander von Bernus, dem damaligen Besitzer von Stift Neuburg in Ziegelhausen, für dessen Bücher er seine ersten Holzschnitte und Zeichnungen schuf. Nach Studienreisen nach Holland, Dalmatien, Polen und Frankreich nahm er 1928–1930 auf Einladung des Ethnologen Leo Frobenius an dessen zweijähriger Forschungsreise durch Südafrika teil, mit dem Auftrag, die neu entdeckten Fels- und Höhlenbilder für die wissenschaftliche Arbeit festzuhalten. Hier entstanden fast 250 Zeichnungen und Aquarelle von ihm, die heute im Katalog des Frobenius-Instituts digitalisiert zu sehen sind.
Als Mitglied der Reichskammer der bildenden Künste nahm Lutz in der Zeit des Nationalsozialismus an mindestens zehn Ausstellungen teil, darunter 1940 in Berlin an „Polenfeldzug in Bildern und Bildnissen“. 1936 war er Leiter der „Freien Akademie Mannheim“, die 1924 von Albert Henselmann gegründet worden war. Ein Jahr später gab er die Leitung an den Bildhauer Karl Trummer weiter. Danach zog er nach Ziegelhausen. Alexander von Bernus stellte ihm dort das geräumige Pförtner-Häusle im Stiftweg – am Fuß von Stift Neuburg zur Verfügung, damit Lutz dort eine Zeichenschule einrichten konnte. Bald darauf zog Will Sohl mit seiner Familie ein, den er bereits aus Mannheim kannte. 1941 begegnete er erstmals Rudolf Hagelstange und Alfred Weber. Während des Zweiten Weltkriegs war er als Soldat und Kriegsberichterstatter in Polen, Frankreich, Russland und Italien. Ab 1945 lebte er als freier Maler und Grafiker sowie als künstlerischer Mitarbeiter der Frankfurter Allgemeinen Zeitung, des Kölner Stadt-Anzeigers, der Rhein-Neckar-Zeitung und der Deutschen Zeitung und Wirtschaftszeitung in Heidelberg-Ziegelhausen.
1947 gründete er die „Freie Gruppe“ zusammen mit dem Maler Will Sohl. Zu ihr gehörten außerdem die Dichter Ernst Glaeser und Rudolf Hagelstange, der Komponist Wolfgang Fortner, der Geiger Bernhard Klein, die Mundartdichterin Ilse Rohnacher und die Goldschmiedin Käthe Ruckenbrod. Diesem Kreis schloss sich die Gruppe um Alexander von Bernus mit Ernst Jünger, dem Dichter Martin Lang, dem Schriftsteller Wilhelm Lotz, Jürgen Rausch und Friedrich Schnack an. Gemeinsam machten sie es sich zur Aufgabe, das kulturelle Leben von Heidelberg mit Ausstellungen, Dichterlesungen und Musikabenden wieder zu beleben.
Auf Bitte von Theodor Heuss zeichnete Lutz 1950 in vier Sitzungen ein Porträt des Bundespräsidenten, der durch das Buch Reise zu den Glasbläsern auf ihn aufmerksam geworden war. Mit Heuss stand er noch drei Jahre lang in brieflichem Kontakt. Neben dessen Porträt sind auch wenige Zeichnungen von Politikern und Künstlern, wie Friedrich Ebert und Wilhelm Furtwängler überliefert.
Lutz war nicht verheiratet. Er war stets für seine Geschwister und seine Mutter da, die ihn jahrelang bis zu seinem Tode betreute. Am 17. Februar 1954 starb Joachim Lutz an den Folgen einer Krebserkrankung.
Im März 1977 wurde sein Ehrengrab nach Ablauf des Nutzungsrechts irrtümlicherweise aufgelöst. Nach massiven Protesten des Stadtteilvereins, der Presse (RNZ) und des Rundfunks konnte mit dem Landschaftsamt ein Kompromiss erzielt werden. Eine Gedenktafel mit der Inschrift: „Joachim Lutz *1906 †1954 dem Zeichner der Landschaft am Neckar“ wurde im Februar 1979 an der Westseite der Ziegelhäuser Friedhofskapelle angebracht.

## Werke (Auswahl)
Joachim Lutz bevorzugte Technik waren Bleistift-, Feder- und Aquarellzeichnungen sowie Holzschnitte, jedoch keine Ölmalerei. Die Zeichnungen Lutz’ sind nicht auf eine Stilrichtung festgelegt. Neben impressionistischen sur le motif-Zeichnungen schuf er zahlreiche Porträts, die sich kubistischen – expressiven  Porträts Erich Heckels vergleichen lassen. Einige Architekturdarstellungen aus den 1940er Jahren zeigen darüber hinaus durchaus Parallelen zu den Holzschnitten und Stadtansichten Lyonel Feiningers.

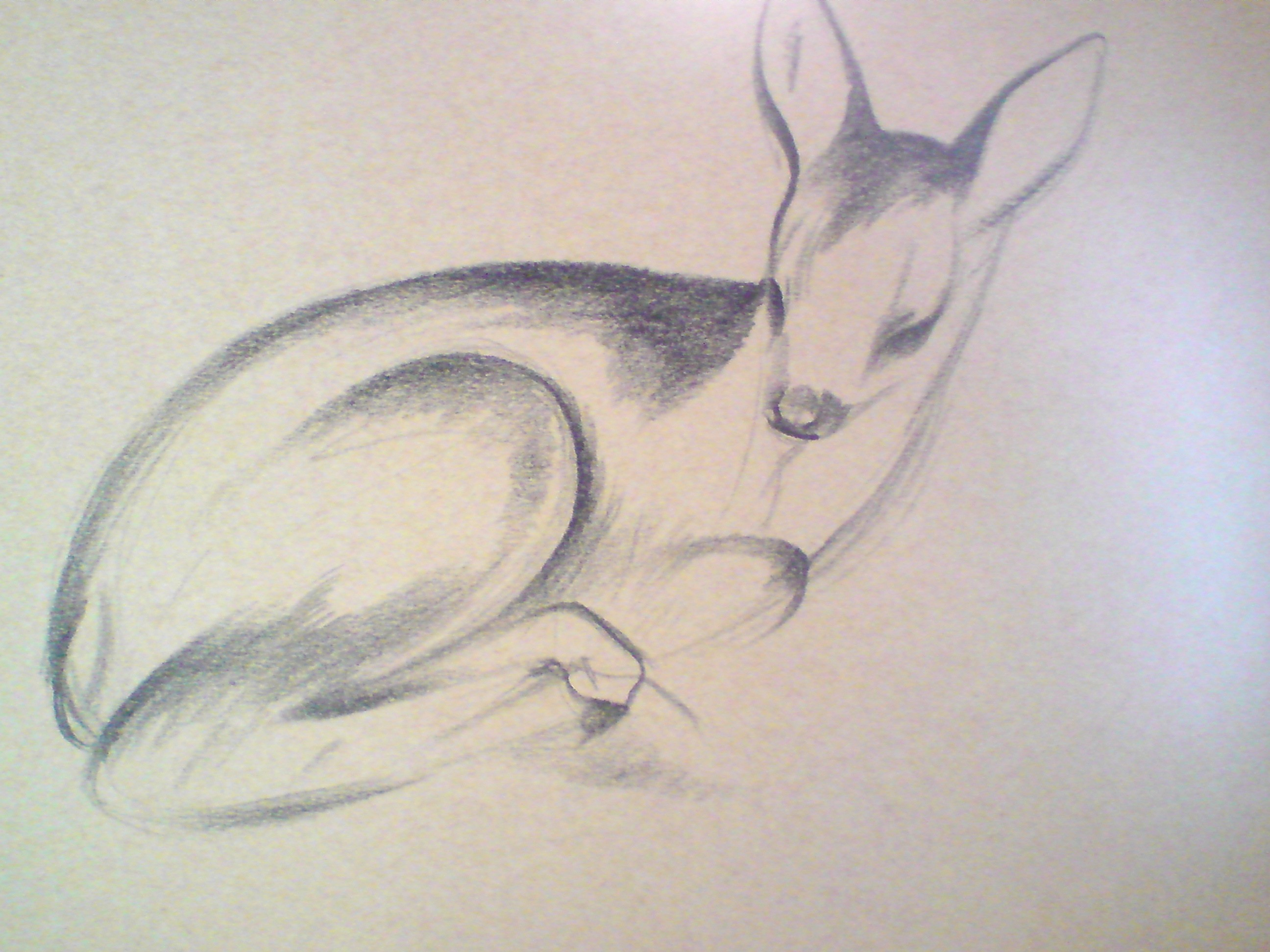
Reh
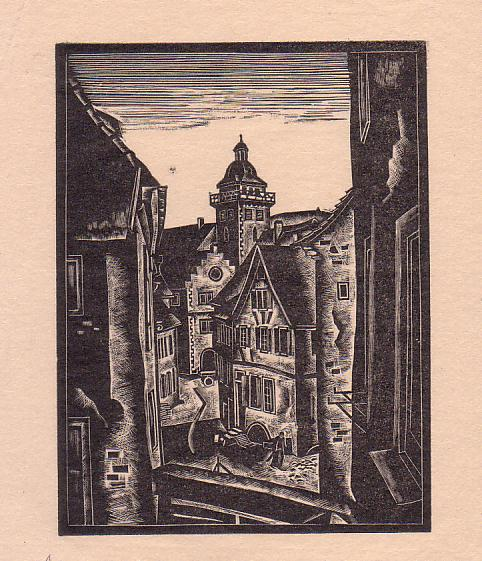
Nürnberg
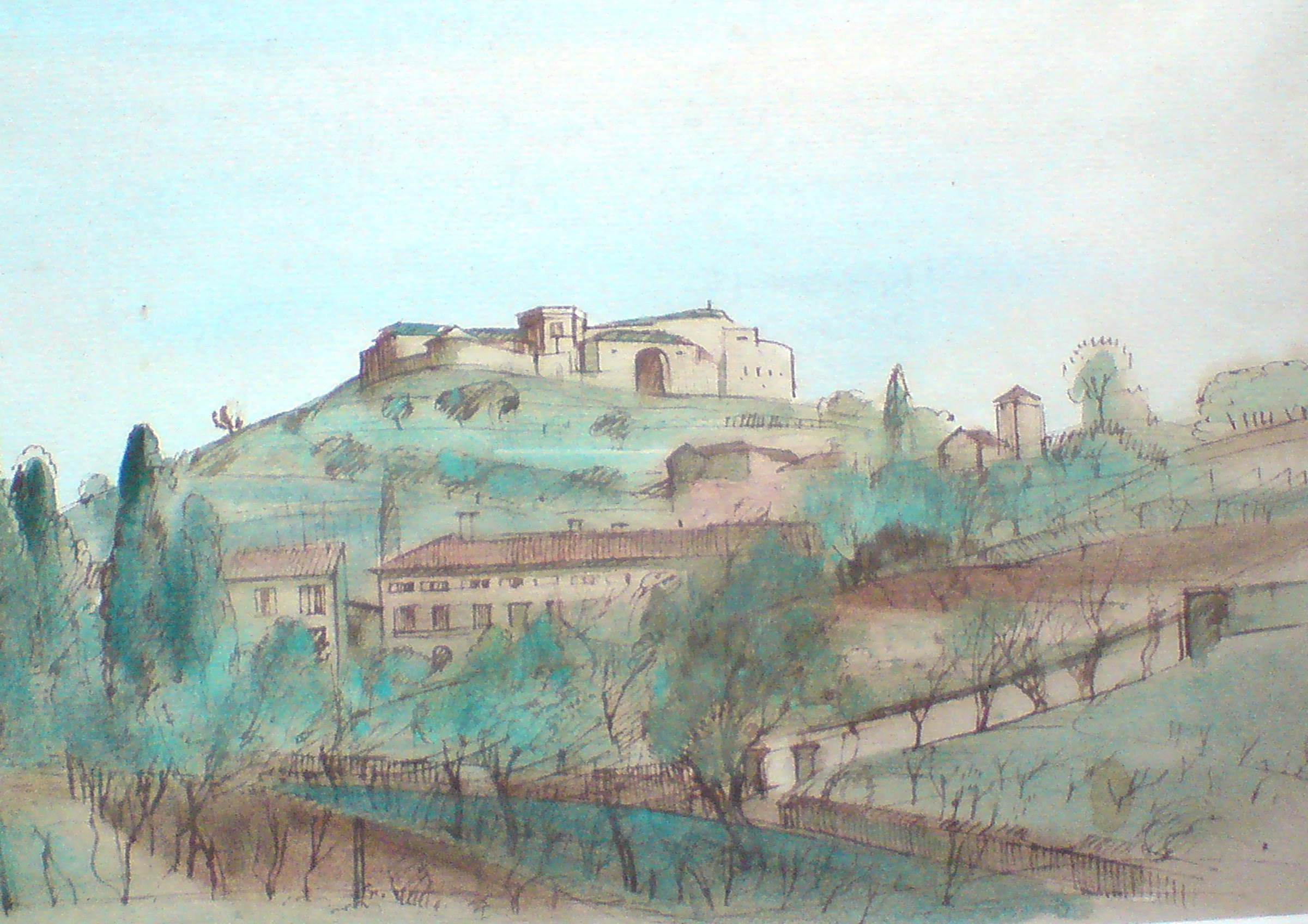
Verona
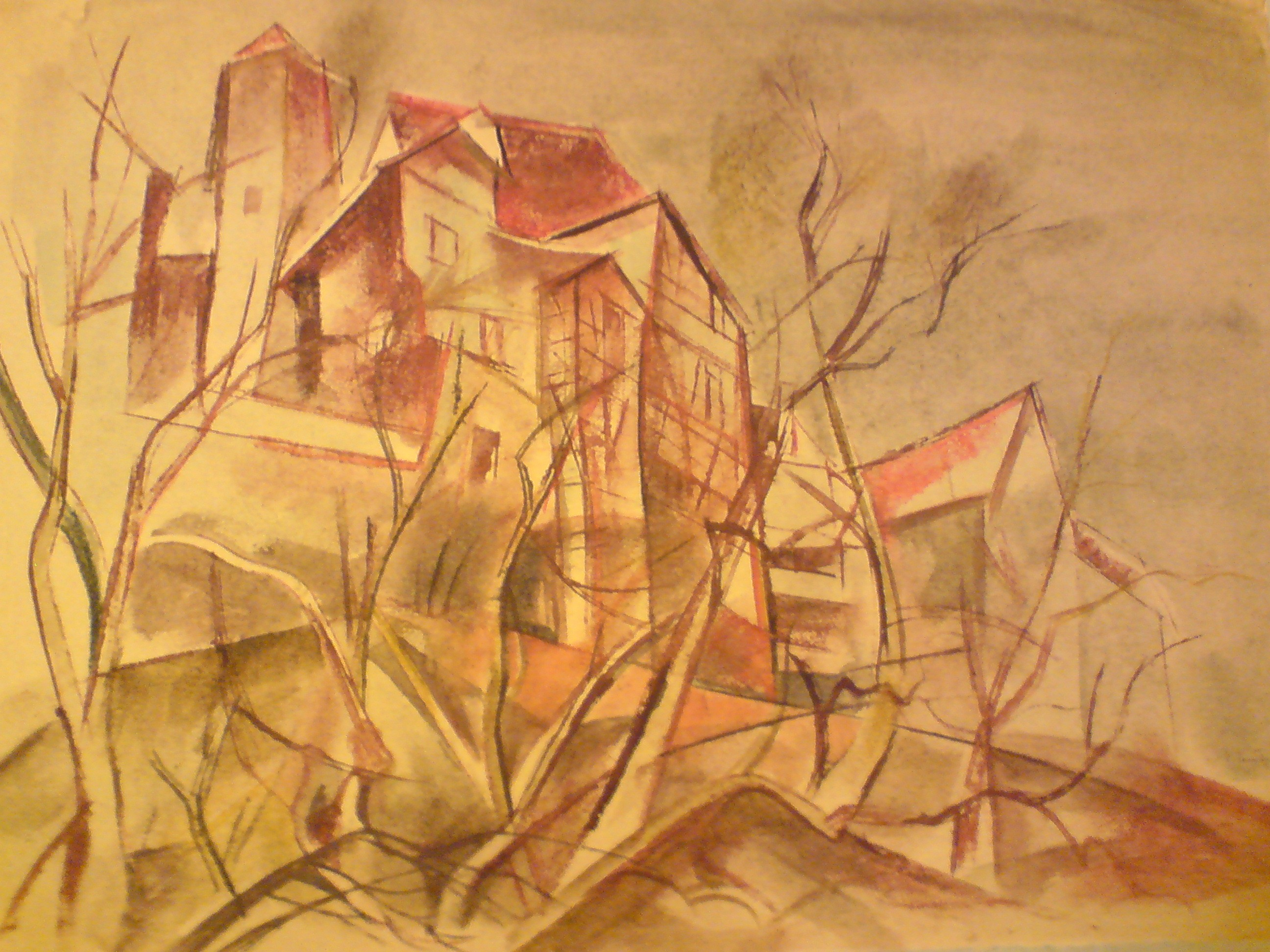
Bergdorf

Lutz schuf ca. 2000 Bilder; davon erhielt das Kurpfälzische Museum Heidelberg ungefähr 500 Zeichnungen und Aquarelle, 250 Bilder gehören dem Frobenius-Institut, 250 Bilder hat die Kunsthalle Mannheim erworben oder als Schenkung erhalten. Die anderen Zeichnungen, Bücher und Holzschnitte wurden zu Lebzeiten verkauft oder an die Familie und Freunde weitergegeben.
- 1923: Holzschnitte. Druck: Karl Kreß-Druckerei, Neckargemünd.
- 1925: Stift Neuburg. Holzschnitte zum Buch von Alexander von Bernus.
- 1926: Waldenbuch auf den Fildern. 12 Holzschnitte: Text: Martin Lang; Druck: Gengenbach & Hahn-Druckerei, Mannheim.
- 1927: Burg Rotenburg. 12 Holzschnitte.
- 1928: Der Neckar. 40 Kupferstiche und 15 Aquarelle zum Buch von Alfons Paquet; Druck: Verlag J. Horning, Heidelberg.
- 1930: Augsburg, die goldene Stadt. 19 Holzschnitte zum Buch von Fritz Droop: Druck: Augsburger Bärenreiter-Verlag.
- 1938: Reise zu den Glasbläsern. 35 Zeichnungen. Text: Wilhelm Lotz; Verlag: Förster & Borries, Zwickau
- 1938: Kalendarium. 12 Holzschnitte zum Buch von Alexander von Bernus.
- 1939: Feierohmdradle. Ein erzgebirgliches Schauspiel von Friedrich Emil Krauß; mit 13 Zeichnungen; Druck: F. Bruckmann, München.
- 1939: Das Mannheimer Schloss. 10 Zeichnungen und Aquarelle zum Buch von Dr. G. Jacob; Druck: Zaberndruck, Mainz.
- 1942: Joachim Lutz; 12 Zeichnungen. Text: Walter Passarge (Leiter der Kunsthalle Mannheim); Druck: L. Staackmann-Verlag, Leipzig.
- 1943: Zeichnungen von Joachim Lutz. 32 Zeichnungen: Text: Jürgen Rausch; Druck: Curt E. Schwab, Stuttgart.
- 1947: Oberlenningen. 12 Zeichnungen. Text: Nikolas Benkiser; Verlag: Julius Waldkirch, Mannheim.
- 1947: Bodenseewanderung. 40 Zeichnungen.
- 1949: H. Fuchs-Waggonfabrik Heidelberg. 13 Industriezeichnungen zum 50. Jubiläum; Druck: Brausdruck, Heidelberg.
- 1953: Lob der Ebene. 8 Aquarelle mit Text von Jürgen Rausch; Druck: Velhagen & Klasings-Verlag, Ausgabe September 1953, Heft 9.

## Ausstellungen
- 1940: Das Kunsthaus, Mannheim, Q7, 17a: "Aquarelle, Zeichnungen, Skizzen vom Vormarsch in Frankreich", vom 12. Oktober bis 2. November 1940
- 1953: Städtische Kunsthalle Mannheim: „Joachim Lutz: Aquarelle und Graphik“, vom 26. April bis 23. Mai 1953. November
- 1954: Kurpfälzisches Museum Heidelberg: „Joachim Lutz: Ausstellung“, vom 22. November 1953 bis 3. Januar 1954; mit Geleitworten von Alfred Weber[8]
- 1986: Kurpfälzisches Museum Heidelberg: „Gedenkausstellung“ J. Lutz/Will Sohl", vom 10. April bis 18. Mai 1986.
- 1989: Kurpfälzisches Museum Heidelberg/Ziegelhausen: „Joachim Lutz“, vom 27. November 1988 bis 28. Februar 1989.
- 1994: Kurpfälzisches Museum Heidelberg: Studioausstellung „J. Lutz: Aquarelle und Porträts“, vom 30. August 1994 bis 30. Oktober 1994.
- 2017: Kurpfälzisches Museum Heidelberg: „Joachim Lutz: Zeichner der Stille“, vom 15. Oktober 2017 bis 28. Januar 2018.